# Municipalità di North Sydney
La municipalità di North Sydney è una local government area che si trova nel Nuovo Galles del Sud. Si estende su una superficie di 10,9 chilometri quadrati e ha una popolazione di 64.795 abitanti. La sede del consiglio si trova a North Sydney.